# Sân bay quốc tế Đại Hưng Bắc Kinh
Sân bay quốc tế Đại Hưng Bắc Kinh (北京大兴国际机场) là một sân bay đang được xây dựng tại Đại Hưng, Bắc Kinh Sân bay này phục vụ các khu vực Bắc Kinh, Thiên Tân và Hà Bắc. Diện tích là 2.680 hécta (6.600 mẫu Anh). Tên của sân bay đã được công bố vào ngày 14 tháng 9 năm 2018. Trước mắt, hãng China United Airlines đã chọn sân bay này làm căn cứ hoạt động của mình.
Sân bay này được xây dựng khi sân bay quốc tế Thủ Đô Bắc Kinh sắp trở nên quá tải dù vừa được xây thêm nhà ga số 3. Sân bay mới này nằm gần tỉnh Hà Bắc. Sân bay sẽ có 6 đường băng dân sự và một đường băng quân sự, dự kiến sẽ thông qua 120 đến 200 triệu lượt hành khách mỗi năm. Giai đoạn đầu của dự án có diện tích 55  km², xây dựng bốn đường băng, thiết kế thông lượng hành khách hàng năm là 40 triệu lượt. Lúc sân bay này hoàn thành, sân bay Nam Uyển Bắc Kinh đã bị đóng cửa và toàn bộ các tuyến bay tại Nam Uyển đã được chuyển quan sân bay mới này. Sân bay đã chính thức khai trương vào ngày 25 tháng 9 năm 2019 và đã tiếp nhận chuyến bay dân sự đầu tiên một ngày sau đó.
Sân bay được kết nối với Bắc Kinh bằng đường bộ cao tốc và đường sắt cao tốc, thời gian di chuyển bằng đường sắt giữa sân bay và Bắc Kinh dự kiến 30 phút.